# شوخی بی‌پایان
شوخی بی‌پایان (انگلیسی: Infinite Jest) رمانی از دیوید فاستر والاس است که در سال ۱۹۹۶ منتشر شد.
این کتاب با نام مزاح بی‌پایان توسط نشر برج با رعایت قوانین حقوق پدیدآورندگان به زبان فارسی منتشر شده‌است.